# 이진희 (배우)
이진희(1983년 2월 15일 ~ )은 대한민국의 배우이다.

## 생애
2004년 연극 《어머니》로 데뷔하여 영화와 연극, 뮤지컬 그리고 드라마까지 다양한 장르를 섭렵하며 탄탄한 연기력을 쌓아왔다. 대학로에서는 연기로 정평이 난 배우이기도 하다.

## 학력
- 용인대학교 연극학과

## 출연작

### 영화
- 《식구》 (2018년) - 미옥 역
- 《대배우》 (2016년) - 룸살롱 마담 역
- 《신촌좀비만화》 (2014년) - 여사장 역
- 《48미터》 (2013년) - 류화영 역
- 《내 아내의 모든 것》 (2012년) - 가든파티 부인 역
- 《범죄와의 전쟁: 나쁜놈들 전성시대》 (2012년) - 익현 여동생 3 역
- 《너는 펫》 (2011년) - 유아영 역
- 《Mr. 아이돌》 (2011년) - 이진희 역
- 《오직 그대만》 (2011년) - 안과간호사 역
- 《김종욱 찾기》 (2010년) - 출판사 직원 역

### 드라마
- 《옥씨부인전》 (2024년, JTBC) - 차 씨 부인 역
- 《굿파트너》 (2024년, SBS) - 김희라 역
- 《재벌X형사》 (2024년, SBS) - 주화영 역
- 《악귀》 (2023년, SBS) - 향이와 목단의 어머니 역 (특별출연)
- 《소방서 옆 경찰서》 (2022년, SBS) - 주영순 역
- 《왜 오수재인가?》 (2022년, SBS) - 심민주 역
- 《목표가 생겼다》 (2021년, MBC) - 김복희 역
- 《VIP》 (2019년, SBS) - 강지영 역
- 《신과의 약속》 (2018년, MBC) - 해지 모 역
- 《투깝스》 (2017년, MBC) - 우혜인 역
- 《딴따라》 (2016년, SBS)
- 《기억》 (2016년, tvN)
- 《기분 좋은 날》 (2014년, SBS)
- 《HD TV문학관 - 사람의 아들》 (2009년, KBS1)

### 광고
- 일동제약 아로나민 씨플러스
- 동국제약 인사돌플러스(2020년)- '오랜 친구편'

## 뮤지컬
- 2023년 《그날들》 - 사서 역 (2023.7.12 ~ 2023.9.3 예술의전당 오페라극장)